# Тајна друштва (књига)
Тајна друштва, са коричним поднасловом Моћ, мит и стварност, је стручна монографија чији је аутор Клаус-Ридигер Мај објављена 2008. године. Српско издање објављено је 2011. године у издању издавачке куће Лагуна из Београда у преводу Јелене Мићовић са немачког језика.

## Аутор књиге
Клаус-Ридигер Мај је студирао германистику, историју и филозофију. Обављао је послове драматурга и режисера у позоришту, потом низ година ради као сценариста, драматург и продуцент на телевизији.

## О књизи
Клаус-Ридигер Мај у књизи Тајна друштва разматра могуће одговоре на питање ко из позадине управља нашим животима. Говори о тајним друштвима - Сионском приорату, илуминатима, слободним зидарима, ложи П2, Опус Деиу, Лобањи и кости, и о многим другима. Говори о откривеним теоријама о моћи тајних друштава. Савремени свет је разоткрио мноштво тајни, али „владари из сенке“ и њихова моћ и даље су прекривени велом тајне, полуистинама и нагађањима. Моћ тајних друштава је стварна, много тога је мит, али и истина. Аутор у књизи износи чињенице до којих је дошао.